# Eisbeutel

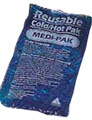
Moderner Eisbeutel

Ein Eisbeutel in moderner Ausführung ist ein wasserdichter (meist aus Kunststoff bestehender) Beutel mit Wasser, Kühlmittel-Gel oder einer anderen kühlen Substanz als Inhalt. Traditionell wurde der Eisbeutel aus flexiblem Gewebe (wasserfester Stoff, Gummi) gefertigt und konnte durch einen Schraubverschluss mit (zerkleinertem) Eis oder kaltem – je nach Anwendungszweck auch warmem – Wasser gefüllt werden. Das Wasser konnte auch mit einer Kochsalzlösung angereichert werden.
Eisbeutel werden sowohl in moderner, statischer als auch in traditioneller, flexibler Ausführung unter anderem in der Medizin und im Sport (z. B. Fußball, Boxen) genutzt, um leichte Verletzungen zu kühlen. Ein weiteres medizinisches Anwendungsgebiet ist der Transport tierischer oder menschlicher Organe im Rahmen einer Transplantation. Auch dort ist der Einsatz von Eisbeuteln notwendig.
Moderne Eisbeutel werden als „Cold Hot Pack“ bezeichnet, da sie auch erwärmt und z. B. als Kompresse bei Verspannungen und chronischen Muskelschmerzen verwendet werden können.